# 金田昌司
金田 昌司（かねだ まさし、1934年8月28日 - 2016年12月19日）は、日本の経済地理学者、中央大学名誉教授。専門は産業立地論を中心とした経済地理学であるが、第三セクター研究や、大学教育へのインターンシップの導入に関わる活動でも知られている。

## 経歴
中央大学に学び、村田喜代治ゼミの第1期生として、1958年に卒業した。
1960年、中央大学大学院経済学研究科博士課程在学中に経済学部助手に採用され、1963年に博士課程単位取得満期退学した後、1964年に専任講師、1966年に助教授、1972年に教授へと昇任した。1971年には、「経済立地と土地利用」により、中央大学から経済学博士を取得した。
中央大学では、大学院経済学研究科委員長（1989年 - 1991年）、図書館長（1996年 - 2000年）、評議員（1996年 - 2003年）などを歴任し、中央大学生活協同組合の理事長も務めた（1992年 - 1995年）。
第3セクター研究学会会長（のち名誉会長）、日本インターンシップ学会副会長（のち顧問）を務めたほか、秩父市、所沢市、八王子市などの各種委員も務めた。
2005年に中央大学を定年退職して名誉教授となり、同年から2008年までは山梨学院大学大学院特任教授であった。
2013年、瑞宝中綬章を受章した。

## おもな著書

### 単著
- 経済立地と土地利用、新評論、1971年
- 福祉社会への地域計画―西ドイツ―、大明堂、1981年
- 都市的土地利用の立地論、中央大学生協出版局、1989年
- 地域再生と国際化への政策形成、中央大学出版部、2003年
  - 第3セクター研究学会賞、中央大学学術研究奨励賞受賞[2]

### 共編著
- 地方自治体の経営計画、中央経済社、1983年
- 交流化社会と地域経営計画、中央経済社、1986年
- 国際化時代のまちづくり、中央経済社、1963年